# Dystrykt Mongu
Dystrykt Mongu – dystrykt w południowo-zachodniej Zambii w Prowincji Zachodniej. W 2000 roku liczył 162 002 mieszkańców (z czego 48,59% stanowili mężczyźni) i obejmował 32 054 gospodarstw domowych. Siedzibą administracyjną dystryktu jest Mongu.